# Ballandi Arts
Ballandi srl  è una società di produzioni televisive, cinematografiche e teatrali italiana fondata nel 2016 da Bibi Ballandi e Mario Paloschi. È specializzata in produzioni televisive di intrattenimento, culturali, sociopolitiche, storiche e musicali. Dal 2018 produce inoltre docufilm e film per la distribuzione cinematografica. Nel 2022 ha incorporato la Ballandi Multimedia fondata negli anni '80 per intuizione di Bibi Ballandi, diventando la più significativa realtà televisiva indipendente totalmente italiana.
Dal suo esordio, Ballandi ha focalizzato la sua produzione su grandi show rivolti al grande pubblico, lavorando con alcune delle più prestigiose star italiane come Fiorello, Roberto Bolle, Massimo Ranieri, Raffaella Carrà, Mika, Adriano Celentano, Gianni Morandi, Virginia Raffaele e molti altri. Ha dato notorietà al genere del "One Man Show" in Italia, offrendo palcoscenici di prestigio ai suoi protagonisti.
Tra i format di maggiore successo prodotti da Ballandi, spiccano "Ballando con le Stelle", presentato da Milly Carlucci, "A Raccontare comincia tu", l'ultima produzione di Raffaella Carrà, e molti altri come "Ora o mai più" e "Ti lascio una canzone".
La società non ha esitato a sperimentare nuovi format, seguendo un corso editoriale innovativo. Progetti come "Fame d’Amore", "Drag Race Italia" e "Extreme Adventures" rappresentano la sua volontà di espandere e modernizzare i propri linguaggi produttivi.
Attraverso la sua divisione “Ballandi Arts”, l'azienda ha guadagnato riconoscimento anche a livello internazionale per le sue produzioni documentaristiche, tra cui "Master of Photography", "Artists in Love", "Italian Season" e molti altri.
Tra i molti premi e riconoscimenti spiccano i due Eurovision Rose d'Or ai programmi Danza con Me (2017) e Stasera Casa Mika (2018) vincitori della categoria "Studio Entertainment"

## Filmografia

### Documentari
- Contact 10 ep. (2012)
- Masterpieces Unveiled 8 ep. (2013)
- Sette meraviglie I Serie 8 ep. (2013) Roma: Il Colosseo, Pisa: Campo Dei Miracoli, La Reggia di Caserta, La Valle Dei Templi, Mantova, Santa Maria Del Fiore, Pompei
- Sette meraviglie II Serie 8 ep. (2014) I Sassi di Matera, Siracusa, Ravenna, La Cappella degli Scrovegni, Venezia,San Marco, Il Cenacolo di Leonardo, Urbino
- Sette meraviglie III Serie 8 Ep (2015) Assisi, Barletta e Castel del Monte, Genova, Lecce, Appia Antica, Siena,  Venaria Reale, Best Of
- Sette meraviglie IV Serie 8 Ep (2017) Napoli, La Costiera Amalfitana, Ferrara, Verona, Aquileia, Tivoli, Palermo, Best Of 4th Edition
- Sette meraviglie V Serie 7 Ep (2018) Le necropoli di Cerveteri e Tarquinia, San Gimignano, Le Ville medicee, Le Ville Palladiane, Roma barocca, Nuraghe, Paestum
- Sette meraviglie VI Serie Roma 7 Ep (2019). Roma e le acque, Roma sotterranea, Le Chiese Paleocristiane,Castel Sant'Angelo, il Pantheon, Piranesi e l'aventino, il Foro e i mercati di Traiano
- Sette meraviglie VII Serie Napoli 7 Ep (2020) Da Virgilio a San Gennaro, Castel Nuovo, Rinascimento a Napoli, Quartieri Spagnoli, Reggia di Capodimonte, Ville Vesuviane.
- La mostra della settimana 28 ep. (2012-13)
- Nicola Piovani Un Romanzo Musicale (2013)
- Pompei 3D (2013)
- Il Colonnato di San Pietro (2013)
- Bernini Vs. Borromini. (2013)
- Grandi Mostre. 24 ep. (2013)
- Grandi Mostre II Serie 24 ep.  (2015)
- Ioannes - Storie di Santi (2014)
- The Genius of Marche (2014)
- Domus Aurea, Il sogno di Nerone (2015)
- Cathedral of Culture Intro 6 ep. (2015)
- Sei in un paese meraviglioso, (serie Tv) stagione 1 / 12 Ep. (2015)
- Sei in un Paese meraviglioso, (serie Tv) stagione 2 / 18 Ep. (2016)
- Sei in un Paese meraviglioso, (serie Tv) stagione 3 / 24 Ep. (2017)
- Sei in un Paese meraviglioso, (serie Tv) stagione 4 / 18 Ep. (2018)
- Sei in un Paese meraviglioso, (serie Tv) stagione 5 / 18 Ep. (2019)
- Sei in un Paese meraviglioso, (serie Tv) stagione 6 / 15 Ep. (2020)
- Signorie 8 Ep. (2014)
- Potere e Bellezza 8 Ep (2015)
- La croce e la spada  (2016)
- The Mistery of Lost Caravaggio  (2016)
- Casanova Undressed (2017)
- Rising from the Ashes (2017)
- The Pope Choir (2016)
- Artists in Love (2016) Picasso, Modigliani, Salvador Dalí, Wagner, Marilyn Monroe, Nureyev, Johnny Cash, Frida Kahlo, Fellini, Callas
- JOHN COOPER Genius at Work 1 Ep. (2017)
- Artemisia, Painting to survive 1 Ep. (2017)
- Dante and the invention of Hell 1 Ep. (2017)
- Pompei and the gardens of Otium 1 Ep. (2017)
- Raphael in Search of Beauty 1 Ep. (2017)
- Michelangelo's Pietas 1 Ep. (2017)
- Palazzo Vecchio, Una Storia di Arte e Potere 1 Ep. (2017)
- The Mystery of the Lost Paintings 7 Ep. (2018)
- Piero della Francesca, dal borgo a San Sepolcro documentario (2019)
- Verrocchio il maestro di Leonardo documentario (2019)
- Storia delle nostre città I Serie / 6 Episodi (2019)
- Ostia, sulle sponde della storia documentario (2020)
- Storia delle nostre città II Serie / 6 Episodi (2020)
- Riccardo Muti Academy docutalent 6 Episodi (2020)
- Storia delle nostre città III Serie / 4 Episodi (2021)
- Sacra Bellezza con Maria Antonietta  6 Episodi (2021)
- Storia delle nostre città IV Serie / 4 Episodi (2022)
- Grandi Maestri Season 1 docuserie 8 Episodi (2021)
- Dante. La Visione dell'arte 1 Ep. (2021)
- Grandi Maestri Season 2 docuserie 8 Episodi (2022)
- Donatello. Il Rinascimento 1 Ep. (2022)
- La Maddalena 1 Ep. (2022)
- Roma di Piombo - Diario di una Lotta (archiviato dall'url originale il 25 gennaio 2023). 5 Ep. (2022)
- Galleria Nazionale Umbria 1 Ep. (2022)
- Jago. The Rock Star 1 Ep. (2022)
- Oliviero Toscani. Professione Fotografo 1 Ep. (2022)
- Storia delle nostre città V Serie / 4 Episodi (2023)

### Produzioni televisive
- STASERA PAGO IO 1 con Fiorello (2001)
- SATYRICON di e con Daniele Luttazzi (2001)
- DAVID DI DONATELLO con Milly Carlucci (2001)
- 125 MILIONI DI CAZZATE di e con Adriano Celentano (2001)
- SETTE PER UNO 3 con Tiberio Timperi (2001)
- TORNO SABATO La Lotteria con Giorgio Panariello (2001)
- IL GLADIATORE con Carlo Conti (2001)
- TORNO SABATO Aspettando Capodanno con Giorgio Panariello (2001)
- TANTI AUGURI ITALIA (2001)
- LA BELLA E LA BESTHIA con Lucio Dalla e Sabrina Ferilli (2002)
- STASERA PAGO…IO 2 con Fiorello (2002)
- PADRE PIO L’uomo che si innamorò di Dio con Raffaella Carrà (2002)
- UNO DI NOI con Gianni Morandi, Lorella Cuccarini, Paola Cortellesi (2002)
- SI SI E’ PROPRIO LUI Con Luisa Corna (2003)
- SOGNANDO LAS VEGAS con Luisa Corna (2003)
- TORNO SABATO … E TRE Giorgio Panariello (2003)
- L’ANNO CHE VERRA’ 2004
- STASERA PAGO IO Revolution con Fiorello (2004)
- Gran premio delle GOCCE D’ACQUA con Carlo Conti (2004)
- MA IL CIELO E’ SEMPRE PIU’ BLU con Giorgio Panariello (2004)
- NESSUN DORMA con Paola Cortellesi (2004)
- 50 CANZONISSIME con Carlo Conti (2004)
- L’ANNO CHE VERRA’ 2005
- STASERA GIANNI MORANDI (2004)
- BALLANDO CON LE STELLE 1 con Milly Carlucci (2005)
- ASSOLUTAMENTE con Fabrizio Frizzi (2005)
- SANREMO CONTRO SANREMO con Carlo Conti (2005)
- SABATO ITALIANO con Pippo Baudo (2005)
- 50 CANZONISSIME con Carlo Conti (2005)
- GARDA CHE MUSICAL Paola Ferrari Tiberio Timperi (2005)
- NOTTE DI LUCE Aspettando domenica (2005)
- BALLANDO CON LE STELLE 2 con Milly Carlucci (2005)
- ROCKPOLITIK di e con Adriano Celentano (2005)
- L’ANNO CHE VERRA’ 2006
- FAMIGLIA SALEMME SHOW di e con Vincenzo Salemme (2006)
- NOTTI SUL GHIACCIO 1 con Milly Carlucci (2006)
- SANREMO CONTRO SANREMO con Carlo Conti (2006)
- AMORE con Raffaella Carrà (2006)
- BALLANDO CON LE STELLE 3 con Milly Carlucci (2006)
- 50 CANZONISSIME con Carlo Conti (2006)
- VIVA RADIO DUE …e anche un po’ con Fiorello (2006)
- NON FACCIAMOCI PRENDERE DAL… Gianni Morandi (2006)
- CE L’HO , MI MANCA con Gianni Morandi (2006)
- L’ANNO CHE VERRA’ 2007
- TUTTE DONNE TRANNE ME di e con Massimo Ranieri (2007)
- SANREMO DALLA A ALLA Z  (2007)
- NOTTI SUL GHIACCIO 2 con Milly Carlucci (2007)
- APOCALYPSE SHOW di e con Gianfranco Funari (2007)
- 50 CANZONISSIME Flash con Carlo Conti (2007)
- STASERA MI BUTTO sul Garda (2007)
- LA NOTTE DELL’AGORA’ (2007)
- BALLANDO CON LE STELLE 4 con Milly Carlucci (2008)
- LA SITUAZIONE DI MIA SORELLA… di e con Adriano Celentano (2008)
- 50 CANZONISSIME Fenomeni con Carlo Conti (2008)
- 50 CANZONISSIME da Ballare (2008)
- L’ANNO CHE VERRA’ 2008
- W RADIO DUE MINUTI con Fiorello (2008
- UOMO E GENTILUOMO con Milly Carlucci (2008)
- SANREMO DALLA A ALLA Z Emozioni (2008)
- 50 CANZONISSIME Flash Con Carlo Conti (2008)
- NON ESISTE PIU’ LA MEZZA STAGIONE Con Solenghi Lopez e Marchesini (2008)
- TI LASCIO UNA CANZONE 1 con Antonella Clerici (2008)
- VOLAMI NEL CUORE con Pupo (2008)
- NON PERDIAMOCI DI VISTA con Paola Cortellesi (2008)
- ORNELLA Ancora più di me con Ornella Vanoni e Claudio Cecchetto (2008)
- L’ANNO CHE VERRA’ 2009
- BALLANDO CON LE STELLE 5 con Milly Carlucci (2009)
- TI LASCIO UNA CANZONE 2 con Antonella Clerici (2009)
- L’ITALIA E’ BELLA (2009)
- DA NORD A SUD…E HO DETTO TUTTO con Vincenzo Salemme e Anna Falchi
- GRAZIE A TUTTI con Gianni Morandi (2009)
- BUON NATALE CON FRATE INDOVINO (2009)
- L’ANNO CHE VERRA’ 2010
- BALLANDO CON LE STELLE 6 (2010)
- IL PIU’ GRANDE Con Francesco Facchinetti (2010)
- GIGI, QUESTO SONO IO con Gigi D’Alessio (2010)
- VOGLIA DI ARIA FRESCA con Carlo Conti (2010)
- TI LASCIO UNA CANZONE 3 con Antonella Clerici (2010)
- NON SPARATE SUL PIANISTA con Carlo Conti (2010)
- TI LASCIO UNA CANZONE 4 (2010)
- BUON NATALE CON FRATE INDOVINO (2010)
- 24MILA VOCI con Milly Carlucci (2010)
- L’ANNO CHE VERRA’ 2011
- BALLANDO CON LE STELLE 7 con Milly Carlucci (2011)
- CI TOCCA ANCHE VITTORIO SGARBI (2011)
- TI LASCIO UNA CANZONE 5 con Antonella Clerici (2011
- #ILPIUGRANDESPETTACOLODOPOILWEEKEND con Fiorello (2011)
- BUON NATALE CON FRATE INDOVINO con Massimo Giletti (2011)
- BALLANDO CON LE STELLE 8 con Milly Carlucci (2011)
- NON SPARATE SUL PIANISTA con Fabrizio Frizzi (2011)
- BALLANDO CON TE con Milly Carlucci (2011)
- E’STATO SOLO UN FLIRT? con Antonella Clerici (2011)
- ITALIA COAST 2 COAST con il Trio Medusa (2011)
- WIND MUSIC AWARDS 2012 con Carlo Conti e Vanessa Incontrada (2012)
- AMORE E PERDONO con Fabrizio Frizzi (2011)
- TI LASCIO UNA CANZONE 6 con Antonella Clerici (2011)
- BUON NATALE CON FRATE INDOVINO Massimo Giletti (2011)
- 4 MARZO con Gianni Morandi (2012)
- WIND MUSIC AWARDS 2013 con Carlo Conti e Vanessa Incontrada (2013)
- BALLANDO CON LE STELLE 9 con Milly Carlucci (2013)
- SOGNO E SON DESTO con Massimo Ranieri (2014)
- TI LASCIO UNA CANZONE 7 (Antonella Clerici)
- FELICITA’ – ALBANO & ROMINA
- CANZONE – FIORELLA MANNOIA
- CANZONE - LIGABUE
- CANZONE - ELISA
- STASERA LAURA – HO CREDUTO IN UN SOGNO
- MUSIC AWARDS 2014 con Carlo Conti e Vanessa Incontrada (2014)
- SOGNO E SON DESTO 2 con Massimo Ranieri (2014)
- BALLANDO CON LE STELLE 10 con Milly Carlucci (2014)
- FORTE FORTE FORTE con Raffaella Carrà (2014)
- MUSIC AWARDS 2015 con Carlo Conti e Vanessa Incontrada (2015)
- TI LASCIO UNA CANZONE 8 con Antonella Clerici (2015)
- IL VOLO -UN AVVENTURA STRAORDINARIA (2015)
- SOGNO E SON DESTO 3 con Massimo Ranieri (2015)
- CAPITANI CORAGGIOSI con Gianni Morandi e Claudio Baglioni (2015)
- MORANDI 7.1 (2015)
- LA MERAVIGLIA DI ESSERE SIMILI con Laura Pausini (2015)
- PANARIELLO SOTTO L’ALBERO con Giorgio Panariello (2015)
- BALLANDO CON LE STELLE 11 con Milly Carlucci (2016)
- LAURA E PAOLA con Laura Pausini e Paola Cortellesi (2016)
- POOH AMICI PER SEMPRE (2016)
- BOCELLI & ZANETTI NIGHT (2016)
- WIND MUSIC AWARDS 2016 con Carlo Conti e Vanessa Incontrada (2016)
- ROBERTO BOLLE La Mia Danza Libera con Roberto Bolle (2016)
- STASERA CASA MIKA con Mika (2016)
- BALLANDO CON LE STELLE 12 con Milly Carlucci (2017)
- HIDDEN SINGER con Federico Russo (2017)
- STANDING OVATION con Antonella Clerici (2017)
- ALDO GIOVANNI E GIACOMO LIVE ON STAGE (2017)
- FACCIAMO CHE IO ERO con Virginia Raffaele (2017)
- WIND MUSIC AWARDS 2017 con Carlo Conti e Vanessa Incontrada (2015)
- COLOSSEO – ANDREA BOCELLI SHOW Con Andrea Bocelli e Milly Carlucci (2017)
- STASERA CASA MIKA 2 (2017) ROSE d’OR Award 2017
- TUTTI PAZZI PER MORANDI E ROVAZZI (2017)
- PANARIELLO SOTTO L’ALBERO con Giorgio Panariello (2017)
- DANZA CON ME con Roberto Bolle (2018) Eurovision ROSE d’OR Award 2018
- BALLANDO CON LE STELLE 13 con Milly Carlucci (2018)
- ORA O MAI PIU’ con Amadeus (2018)
- LA NOTTE DI ANDREA BOCELLI con Andrea Bocelli (2018)
- COME QUANDO FUORI PIOVE di e con Virginia Raffaele (2018)
- DANZA CON ME 2 - Roberto Bolle (2019)
- ORA O MAI PIU' 2 con Amadeus (2019)
- BALLANDO CON LE STELLE 14 con Milly Carlucci (2019)
- MALEDETTI AMICI MIEI Con Giovanni Veronesi, Sergio Rubini, Rocco Papaleo, Alessandro Haber, Margherita Buy e Max Tortora (2019)
- HO QUALCOSA DA DIRTI con Enrica Bonaccorti (2019)
- JO’S HOLLYWOOD con Jo Champa Season 1 8 Ep. (2016)
- JO’S HOLLYWOOD  con Jo Champa Season 2 8 Ep. (2017)
- TIM MTV Awards, 2017, Roma, Piazza del Popolo
- TaDà di e con Filippo Timi 5 Ep. (2016)
- Morandi 7.1 1 Ep. (2016)
- THE CHOIR OF THE SISTINE CHAPEL 1 Ep. (2017)
- Master of Photography Season 1 (2016)
- Master of Photography Season 2 (2017)
- Master of Photography Season 3 (2018)
- Master of Photography Season 4 (2018)
- Brunori Sa 5 Ep. (2018)
- Extreme con Danilo Callegari 5 Ep. (2019)
- A raccontare comincia tu di e con Raffaella Carrà 6 Episodi (2019)
- A raccontare comincia tu di e con Raffaella Carrà Stagione 2 4 Episodi (2019)
- Ho qualcosa da dirti con Enrica Bonaccorti 60 Episodi (2019)
- Una Serata di Stelle con Amadeus (2019)
- Natale a casa Battista di e con Maurizio Battista (2019)
- Skianto di e con Filippo Timi  2 Episodi (2020)
- BALLANDO CON LE STELLE 15 con Milly Carlucci (2020)
- Fame d'Amore con Francesca Fialdini  4 Episodi (primavera 2020)
- Fame d'Amore Seconda stagione con Francesca Fialdini  4 Episodi (autunno 2020)
- Fame d'Amore Terza stagione con Francesca Fialdini  4 Episodi (autunno 2021)
- Via dei Matti nº0 di e con Valentina Cenni e Stefano Bollani 35 Episodi (2021)
- Drag Race Italia con Priscilla, Tommaso Zorzi e Chiara Francini 6 Episodi (2021)
- Good Morning Italia! con Joe Bastianich e Paolo Vizzari 4 Episodi (2021)
- BALLANDO CON LE STELLE 16 con Milly Carlucci (2021)
- Michelle Impossible 2 Ep. (2022)
- Ci Vuole un Fiore con Francesca Fialdini e Francesco Gabbani 1 Episodio (2022)
- Quinta Dimensione - Il Futuro è già qui con Barbara Gallavotti 4 Episodi (2022)
- Via dei Matti nº0 di e con Valentina Cenni e Stefano Bollani 59 Episodi (2022)
- Fame d'Amore Quarta stagione con Francesca Fialdini  8 Episodi (2022)
- DallArenaLucio con Carlo Conti e Fiorella Mannoia (2022)
- Via dei Matti Picture Show di e con Valentina Cenni e Stefano Bollani 1 Episodio (2022)
- Mi Casa Es Tu Casa di e con Cristiano Malgioglio 5 Ep. (2022)
- Drag Race Italia 2ª Stagione con Priscilla, Tommaso Zorzi e Chiara Francini 8 Episodi (2022)
- BALLANDO CON LE STELLE 17 con Milly Carlucci (2022)
- Ci Vuole un Fiore  2 con Francesco Gabbani 2 puntate (2023)
- Drag Race Italia 3ª Stagione con Priscilla, Chiara Francini, Paola Iezzi e Paolo Camilli 8 Episodi (2022)

### Produzioni cinematografiche
- LE NINFEE DI MONET Un incantesimo di acqua e luce con Elisa Lasowski (2018)
- FRIDA Viva La Vida! con Asia Argento (2019)
- IMPRESSIONISTI SEGRETI (2020)

### Produzioni teatrali
- Vernia o non Vernia con Giovanni Vernia (2019 - 2020)
- The History Of Rome con Francesco De Carlo (2023)